# David Scott

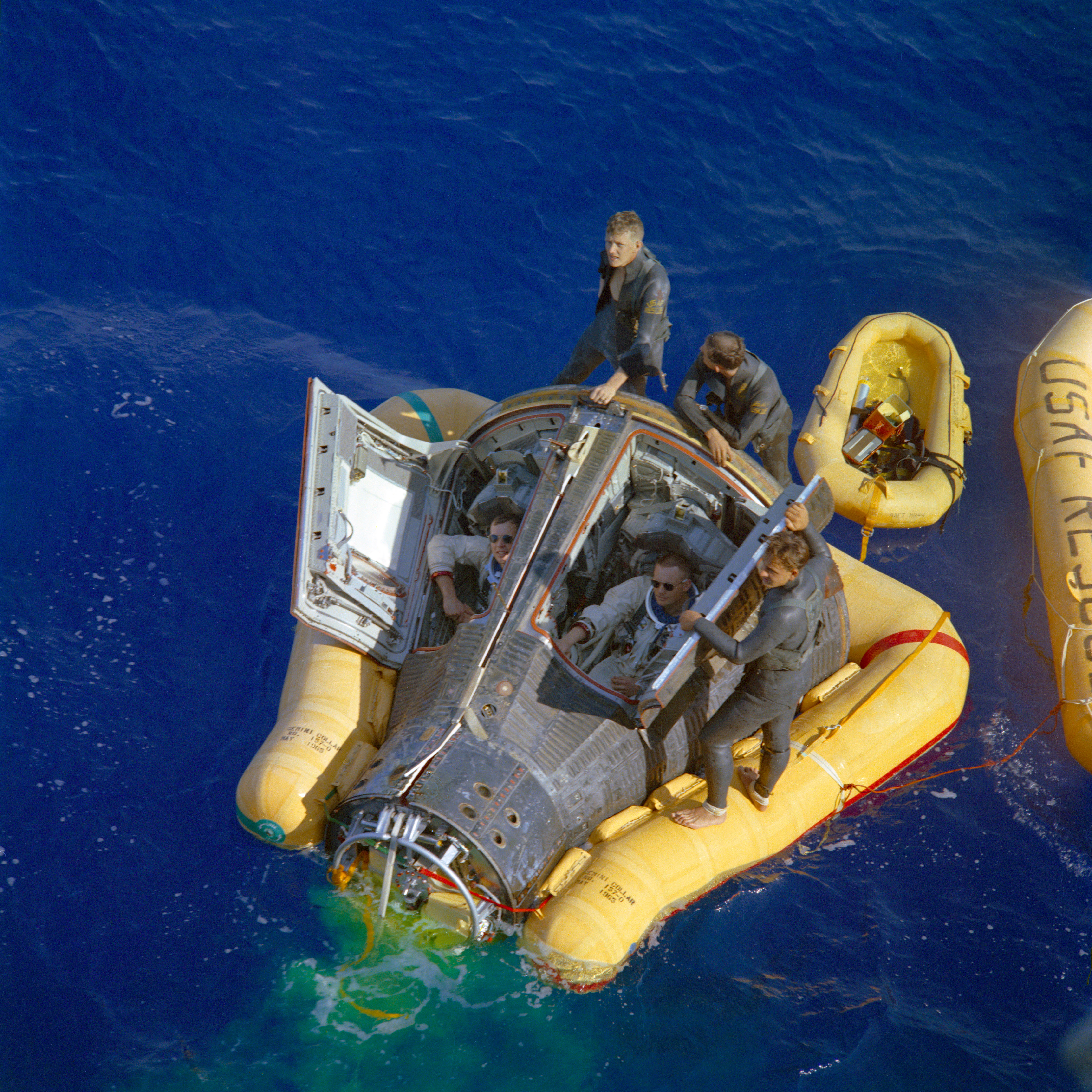
Neil Armstrong i David Scott po zakończonym locie Gemini 8

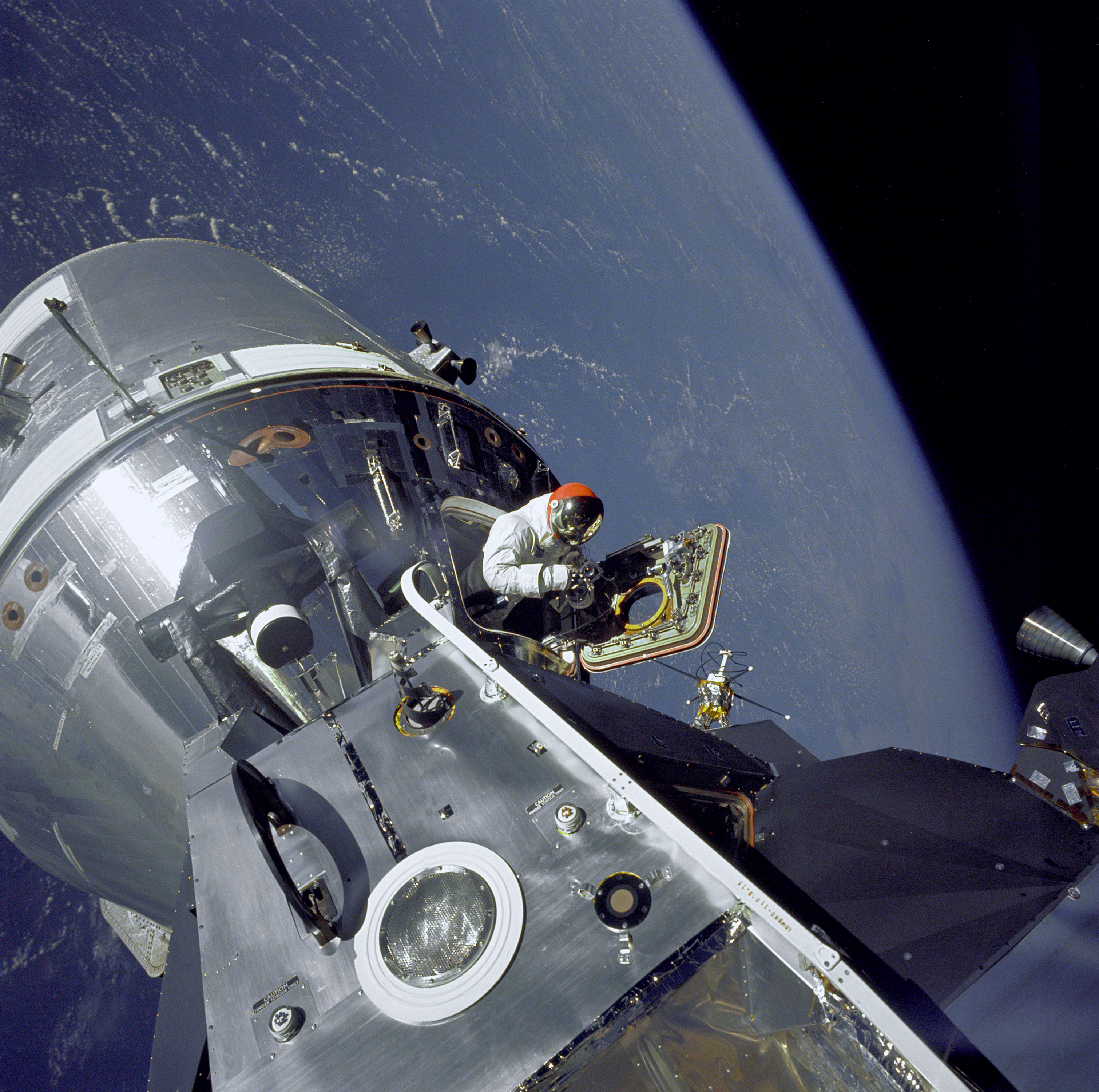
David Scott we włazie modułu dowodzenia fotografuje niewidocznego na zdjęciu Russella Schweickarta

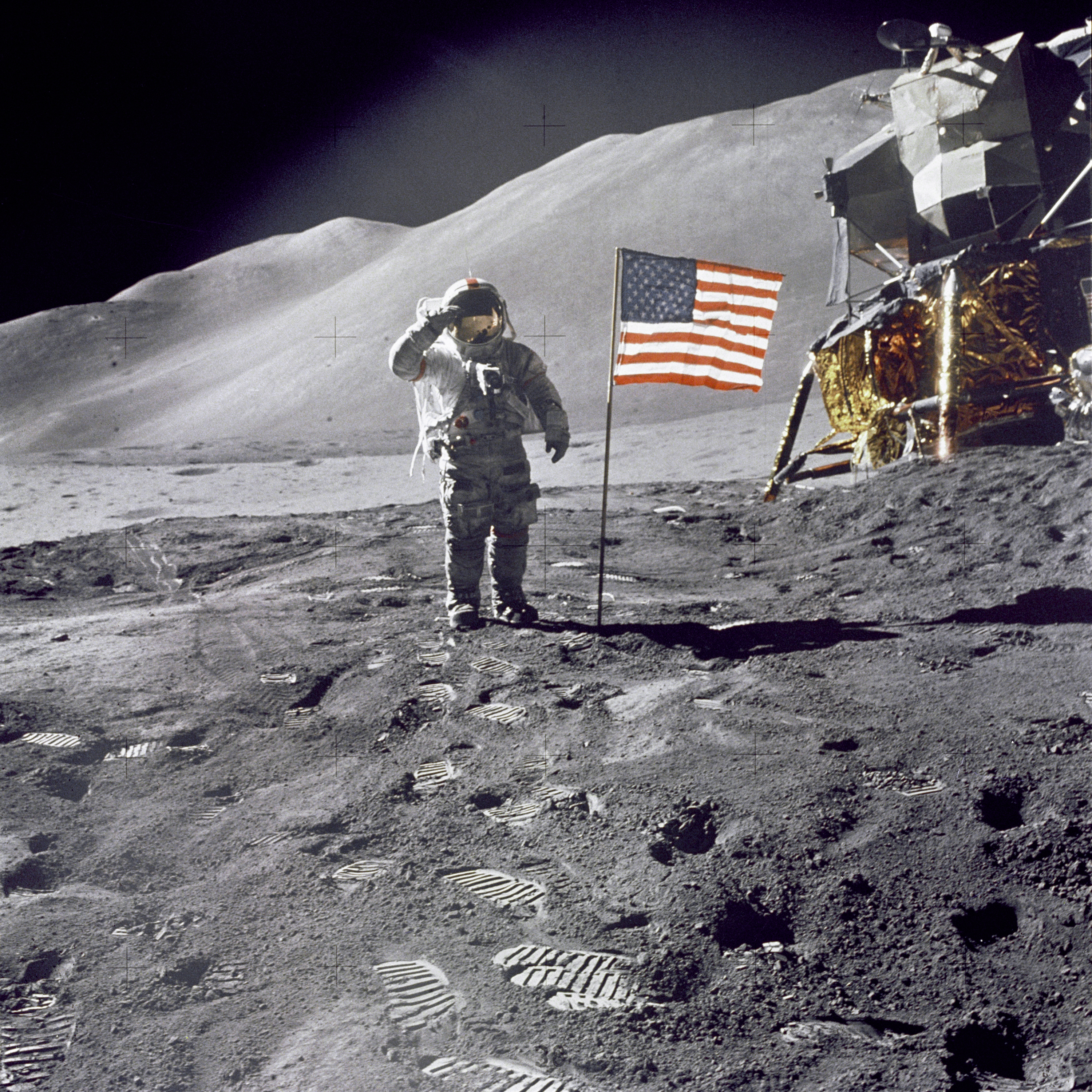
David Scott na Księżycu oddaje honory amerykańskiej fladze

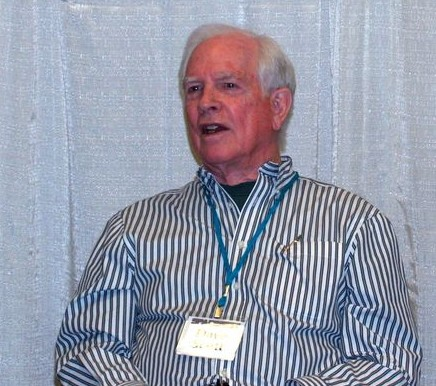
David Scott, 2009

David Randolph Scott (ur. 6 czerwca 1932 w San Antonio) – amerykański astronauta, pułkownik United States Air Force. Uczestniczył w lotach załogowych programów Gemini i Apollo. Jako siódmy człowiek stanął na powierzchni Księżyca.

## Lata młodzieńcze, wykształcenie i służba wojskowa
Urodził się niedaleko San Antonio w Teksasie, w bazie lotniczej Randolph Field (Randolph Air Force Base), od której nazwy pochodzi jego drugie imię. We wczesnej młodości działał w organizacji skautingowej Boy Scouts of America, w której uhonorowano go nadaniem stopnia Skauta Dożywotniego. Podczas nauki w szkołach średnich – teksańskim, episkopalnym Texas Military Institute oraz kalifornijskiej Riverside Polytech High School – zawodniczo uprawiał sport. Był członkiem pływackiej reprezentacji technikum w Riverside, ustanawiając rekordy stanu na kilku dystansach. W czerwcu 1949 uzyskał dyplom maturalny w Western High School w Waszyngtonie.
- 1954 – ukończył z piątą lokatą Akademię Wojskową Stanów Zjednoczonych w West Point, uzyskując licencjat z zakresu nauk ścisłych. Później rozpoczął służbę w lotnictwie wojskowym. Wstępne szkolenie lotnicze odbył w bazie Webb (Webb Air Force Base) w Big Spring. W bazach lotniczych  – Laughlin (Laughlin Air Force Base) w Del Rio oraz Luke (Luke Air Force Base), niedaleko Glendale, przeszedł szkolenie artyleryjsko–strzeleckie.
- Kwiecień 1956 – lipiec 1960 – pełnił służbę w 32 eskadrze taktycznej myśliwców (32rd Tactical Fighter Squadron), stacjonującej w bazie lotniczej Soesterberg (Soesterberg Air Base) w Holandii. Ukończył kursy w US Air Force Test Pilot School (szkoła dla pilotów doświadczalnych) w kalifornijskiej bazie Edwards.
- 1962 – uzyskał tytuł magistra inżyniera aeronautyki i astronautyki w Massachusetts Institute of Technology.
- 1975 – odszedł z wojska w stopniu pułkownika United States Air Force.

Jako pilot wielu typów samolotów wylatał 5600 godzin.

## Kariera astronauty
- 18 października 1963 – został zakwalifikowany do trzeciej grupy astronautów NASA (NASA-3(inne języki)).
- 16–17 marca 1966 – wraz z Neilem Armstrongiem odbył lot na pokładzie statku Gemini 8.
- 21 marca 1966 – został włączony do załogi rezerwowej pierwszego, planowego lotu załogowego statku Apollo 1. Po tragicznej śmierci trójki astronautów, którzy 27 stycznia 1967 zginęli w pożarze kabiny Apollo 1, harmonogram lotów został zmieniony, a załogi przeformowano.
- Listopad 1967 – został wyznaczony na pilota modułu dowodzenia statku Apollo 8. Podczas tej misji planowano przeprowadzenie prób modułu księżycowego LM w warunkach rzeczywistego lotu kosmicznego po orbicie okołoziemskiej. Latem 1968 okazało się jednak, że LM będzie gotowy do tego typu testów dopiero wiosną 1969. W tej sytuacji zamieniono kolejność lotów załóg wyznaczonych do misji Apollo 8 i Apollo 9.
- 3–13 marca 1969 – odbył lot kosmiczny na statku Apollo 9.
- Był dowódcą załogi rezerwowej podczas wyprawy Apollo 12.
- 26 lipca – 7 sierpnia 1971 – był dowódcą misji Apollo 15.
- Sierpień 1971 – wyznaczono go dowódcą załogi rezerwowej misji Apollo 17.
- Maj 1972 – został trwale odsunięty od udziału w lotach kosmicznych wskutek skandalu wywołanego faktem sprzedaży przez astronautów z załogi Apolla 15 blisko czterystu okolicznościowych kopert ze znaczkami, które bez wiedzy NASA ostemplowali podczas pobytu na Księżycu.
- 1972–1977 – pełnił różne funkcje w NASA, m.in. od 1975 do 1977 był dyrektorem Centrum Badania Lotu imienia Neila A. Armstronga w bazie Edwards.
- 30 października 1977 – opuścił szeregi NASA.

## Loty kosmiczne

### Gemini 8
W dniach 16–18 marca 1966 uczestniczył jako pilot w locie kosmicznym statku Gemini 8. Dowódcą misji był Neil Armstrong. Podczas wyprawy astronauci mieli dokonać pierwszego połączenia z bezzałogowym stopniem rakiety Agena. Początkowa dokowanie przebiegało pomyślnie. Poważne problemy wystąpiły później. Zwarcie w jednym z silników elektrycznych statku Gemini 8 spowodowało, że połączone obiekty zaczęły szybko wirować. Rozłączenie ich nie poprawiło sytuacji. Wirowanie się nasilało, czego następstwem mogła być utrata przytomności przez astronautów. Armstrong podjął wówczas decyzję o wyłączeniu głównego systemu sterowania, przejściu na sterowanie ręczne i awaryjnym powrocie na Ziemię. Zastosowanie tej procedury przyniosło sukces. Po ponad dziesięciogodzinnym locie kapsuła z Armstrongiem i Scottem bezpiecznie wodowała na Oceanie Spokojnym.

### Apollo 9
W dniach 3–13 marca 1969 jako pilot modułu dowodzenia wziął udział w locie statku kosmicznego Apollo 9. Dowódcą misji był James McDivitt, a Russell Schweickart – pilotem lądownika księżycowego. W trakcie lotu na orbicie okołoziemskiej po raz pierwszy zostały przeprowadzone próby modułu księżycowego w warunkach kosmicznych oraz konfiguracji przewidywanej dla planowanego lotu statku Apollo na Księżyc. W czasie prób McDivitt i Schweickart odcumowali lądownik od modułu dowodzenia i oddalili się od niego na około 160 km, a następnie przycumowali go z powrotem. 6 marca Scott odbył godzinny „spacer kosmiczny”. Stał w otwartym włazie modułu dowodzenia, fotografując Schweickarta pracującego na zewnątrz lądownika księżycowego. Po pomyślnym zrealizowaniu zadań lotu kapsuła z astronautami wodowała 13 marca 1969 na powierzchni Oceanu Atlantyckiego.

### Apollo 15
Był dowódcą misji Apollo 15, która trwała od 26 lipca do 7 sierpnia 1971. Pozostałymi członkami wyprawy byli: Alfred Worden – pilot modułu dowodzenia „Endeavour” i James Irwin – pilot lądownika księżycowego „Falcon”. 30 lipca 1971 Scott i Irwin wylądowali na Srebrnym Globie w rejonie tzw. szczeliny Hadleya, w okolicach księżycowych Apeninów. Astronauci po raz pierwszy byli wyposażeni w pojazd LRV, który umożliwiał im poruszanie się po powierzchni Księżyca. Dzięki niemu pokonali trasę liczącą ponad 27 km podczas trzech spacerów księżycowych. Przebywali ponad 18 godzin poza modułem LM: 31 lipca – ponad sześć i pół, 1 sierpnia – ponad siedem i 2 sierpnia – blisko pięć. 67 godzin po lądowaniu na Księżycu astronauci wystartowali w drogę powrotną do modułu „Endeavour”, zabierając ze sobą próbki gruntu o łącznej masie 77 kg i ponad 1000 fotografii..
7 sierpnia kapsuła Apollo 15 wodowała na Oceanie Spokojnym niespełna 2 km od jednostki ratowniczej – uderzeniowego okrętu desantowego USS „Okinawa”.

## Po opuszczeniu NASA
- W 1977 założył w Los Angeles firmę Scott Science and Technology, Inc.
- Na przełomie lat 1993/1994 był konsultantem technicznym podczas realizacji filmu Apollo 13 w reżyserii Rona Howarda.

## Odznaczenia i nagrody
- Air Force Distinguished Service Medal – dwukrotnie
- Distinguished Flying Cross
- NASA Distinguished Service Medal – dwukrotnie
- NASA Exceptional Service Medal
- Honorowy doktorat Uniwersytet Michigan (1971)
- Robert J. Collier Trophy (1972)
- Wprowadzenie do Panteonu Sławy Astronautów Stanów Zjednoczonych (United States Astronaut Hall of Fame)
- Universal Astronaut Insignia za lot orbitalny (nr 25) – Stowarzyszenie Uczestników Lotów Kosmicznych (Association of Space Explorers(inne języki))[1]

## Wykaz lotów
| Loty kosmiczne, w których uczestniczył David R. Scott                    | Loty kosmiczne, w których uczestniczył David R. Scott | Loty kosmiczne, w których uczestniczył David R. Scott | Loty kosmiczne, w których uczestniczył David R. Scott | Loty kosmiczne, w których uczestniczył David R. Scott | Loty kosmiczne, w których uczestniczył David R. Scott |
| Nr                                                                       | Data startu                                           | Data lądowania                                        | Statek kosmiczny                                      | Funkcja                                               | Czas trwania                                          |
| ------------------------------------------------------------------------ | ----------------------------------------------------- | ----------------------------------------------------- | ----------------------------------------------------- | ----------------------------------------------------- | ----------------------------------------------------- |
| 1                                                                        | 16 marca 1966                                         | 17 marca 1966                                         | Gemini 8                                              | Drugi pilot                                           | 10 godzin 41 minut i 26 sekund                        |
| 2                                                                        | 3 marca 1969                                          | 13 marca 1969                                         | Apollo 9                                              | Pilot modułu dowodzenia                               | 10 dni 1 godzina i 54 sekundy                         |
| 3                                                                        | 26 lipca 1971                                         | 7 sierpnia 1971                                       | Apollo 15                                             | Dowódca misji                                         | 12 dni 7 godzin 11 minut i 53 sekundy                 |
| Łączny czas spędzony w kosmosie – 22 dni 18 godzin 54 minuty i 13 sekund |                                                       |                                                       |                                                       |                                                       |                                                       |